# Mergellina
Mergellina (Margellìna in napoletano) è una zona della città di Napoli, situata nel quartiere Chiaia, che si estende tra il largo Sermoneta e il largo Torretta, lambendo Piedigrotta e la riviera di Chiaia.

## Origine del nome
L'etimologia del nome è oggetto di diverse interpretazioni. Secondo una teoria, deriverebbe da mergoglino, termine connesso al latino mergus, utilizzato da Plinio il Vecchio e altri autori romani per riferirsi a un uccello acquatico non specificato, probabilmente un tuffatore. Un'altra ipotesi fa riferimento alla limpidezza delle acque della zona, facendo risalire il toponimo al latino mare ialinum, con il significato di "mare chiaro" o "trasparente". Tuttavia, alcuni studiosi ritengono che il nome possa derivare dal termine tardo-latino margella, che significa "corallo", traduzione del greco bizantino μαργίλλα. In questo caso, Mergellina equivarrebbe a "corallina", cioè "marina corallina". Non è da escludere che anticamente la costa di Posillipo corrispondente all’area di Mergellina fosse ricca di corallo, analogamente a quanto avveniva a Torre del Greco.

## Descrizione
(Giacomo Leopardi, La Ginestra)

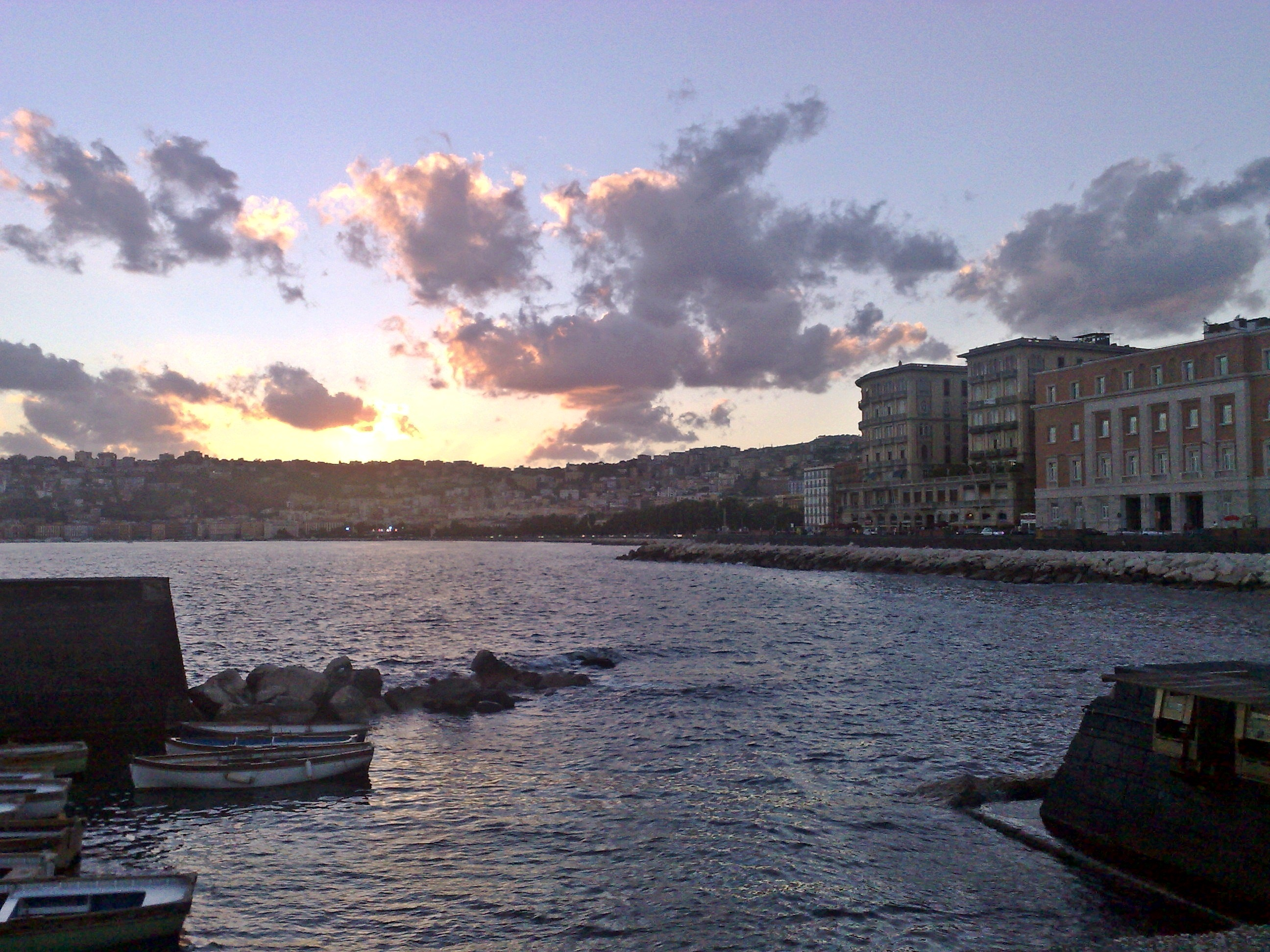
Mergellina al tramonto vista dal ponte di Castel dell'Ovo.

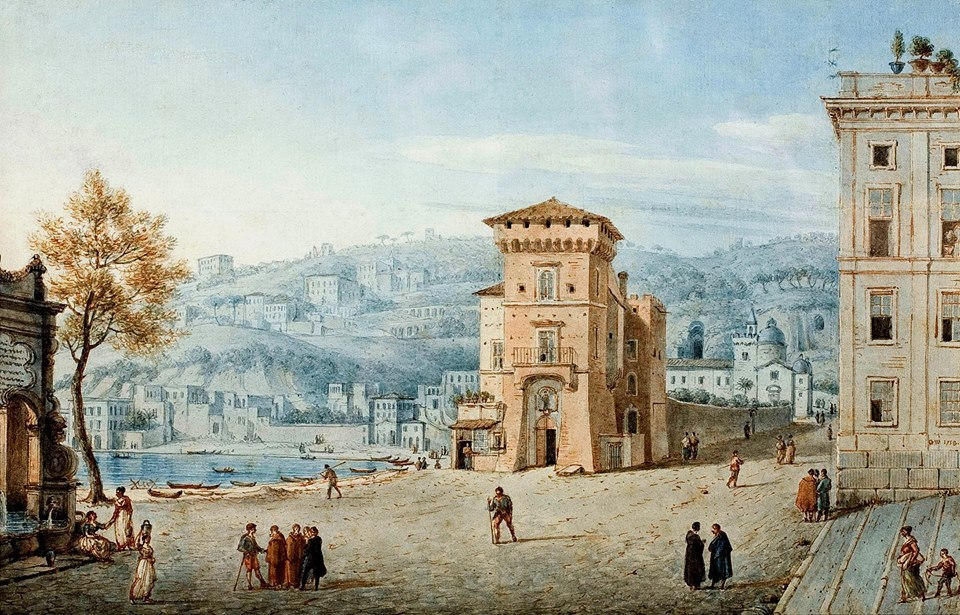
Dipinto di Mergellina del XVIII secolo di Victor-Jean Nicolle. È visibile la Torretta, costruita nel 1564 per volontà del duca di Alcalà allo scopo di avvistare i pirati saraceni. Sebbene la struttura originale non esista più, il luogo conserva il nome di largo Torretta.

La zona di Mergellina ha una lunga storia che affonda le radici nell'antichità. In epoca romana, l'area era una zona di villeggiatura di alto rango, con ville residenziali che si affacciavano sul mare. Durante il periodo borbonico, divenne un punto di riferimento per la nobiltà napoletana, e fu trasformata in una delle aree residenziali più esclusive della città. Con il tempo,  ha continuato a svilupparsi come una zona vivace, frequentata da locali e turisti.
Celebrata nei secoli per la sua bellezza da pittori e poeti, l'area di Mergellina ha subito significative trasformazioni urbanistiche nella seconda metà del XIX secolo. In particolare, tra il 1869 e il 1883 furono eseguite opere di colmata a mare, ossia interventi consistenti nel riempimento artificiale del litorale mediante terra e detriti, allo scopo di ampliare la superficie edificabile.
Queste colmate avanzarono la linea costiera, modificando il paesaggio litoraneo e separando il quartiere dal mare. L'antica via Mergellina, che un tempo correva lungo la riva a partire dalla Riviera di Chiaia, divenne una strada interna. Su di essa si affacciarono i nuovi edifici in stile eclettico costruiti lungo il viale Elena, oggi viale Gramsci.
L'ultimo significativo intervento urbanistico sul lungomare di Mergellina risale agli anni Trenta del XX secolo, quando fu realizzata una colmata a mare che permise l'estensione di via Francesco Caracciolo fino a largo Sermoneta, collegandola così a via Posillipo. Su questa nuova area guadagnata al mare, nel 1939 fu collocata la Fontana del Sebeto, trasferita dalla sua originaria sede in via Cesario Console, dove era stata eretta nel 1635.
Il porticciolo di Mergellina, un tempo frequentato dai pescatori, è oggi un punto di riferimento turistico. Il Molo Luise, situato in questa area, funge da area frequentata dai turisti e utilizzata per l'imbarco per aliscafi diretti verso diverse destinazioni. Durante il periodo estivo, dal porticciolo partono aliscafi per le Isole Eolie, le Isole Pontine e Ischia.
Uno degli elementi distintivi di Mergellina sono le suggestive rampe di Sant'Antonio, un intervento urbanistico realizzato nel 1643 per volontà del viceré Ramiro Felipe Núñez de Guzmán. Queste rampe, che salgono dal limite nord di piazza Sannazaro, prendono il nome dalla chiesa di Sant'Antonio a Posillipo, situata sulla loro sommità. L'opera fu concepita per facilitare l'accesso alla chiesa e valorizzare il panorama del golfo di Napoli.
Mergellina ospita celebri testimonianze artistiche e storiche.
La Chiesa di Santa Maria del Parto, fondata nel 1504 dal poeta Jacopo Sannazaro su un terreno donato da Federico I d'Aragona, è un altro importante punto di riferimento di Mergellina. La chiesa inferiore, scavata nel tufo e dedicata alla Vergine del Parto, fu completata nel 1525. Sannazaro vi è sepolto, e la chiesa divenne luogo di preghiera per le donne in attesa di un figlio.
La Fontana del Leone, già nota come del Mergoglino, fu costruita nel XVIII secolo per volere di Ferdinando IV di Borbone, in occasione del rifacimento del Casino reale a Mergellina. La fontana sorgeva in un punto dove sgorgava un'acqua fresca e pregiata, utilizzata per l'approvvigionamento della famiglia reale. Oggi, purtroppo, versa in stato di degrado, come riportato dalla stampa locale.
La Fontana della Sirena, eretta nel 1869 dallo scultore Onofrio Buccini, fu inizialmente collocata nei giardini della stazione di Mergellina. Nel 1924, in occasione dell'inaugurazione della Galleria Laziale, fu trasferita in piazza Sannazaro, ed è considerata un elemento caratteristico del posto.

## Trasporti
Mergellina è ben servita dai trasporti urbani di Napoli, grazie alla presenza di metropolitana, funicolare e collegamenti marittimi. Inoltre, la zona è stata per anni raggiunta anche dalle Ferrovie dello Stato, con servizi a lunga percorrenza.

### Metropolitana
La zona è raggiungibile tramite la linea 2 della ferrovia metropolitana, con la stazione omonima situata nel quartiere Chiaia. Questa stazione offre interscambi con il porto e la zona di Mergellina. I lavori per la sua realizzazione sono stati completati nel 1925.
Inoltre, la linea 6 della metropolitana collega i quartieri di Fuorigrotta e Chiaia, con una fermata a Mergellina, facilitando l'accesso alla zona anche da altre parti della città.

### Collegamenti marittimi
Fino allo spostamento a Molo Beverello, dal porto di Mergellina partivano aliscafi per l'isola d'Ischia con partenze plurigiornaliere. Ad effettuare servizio da Mergellina sono rimasti esclusivamente gli aliscafi periodici estivi per le Isole Eolie.

### Ferrovie

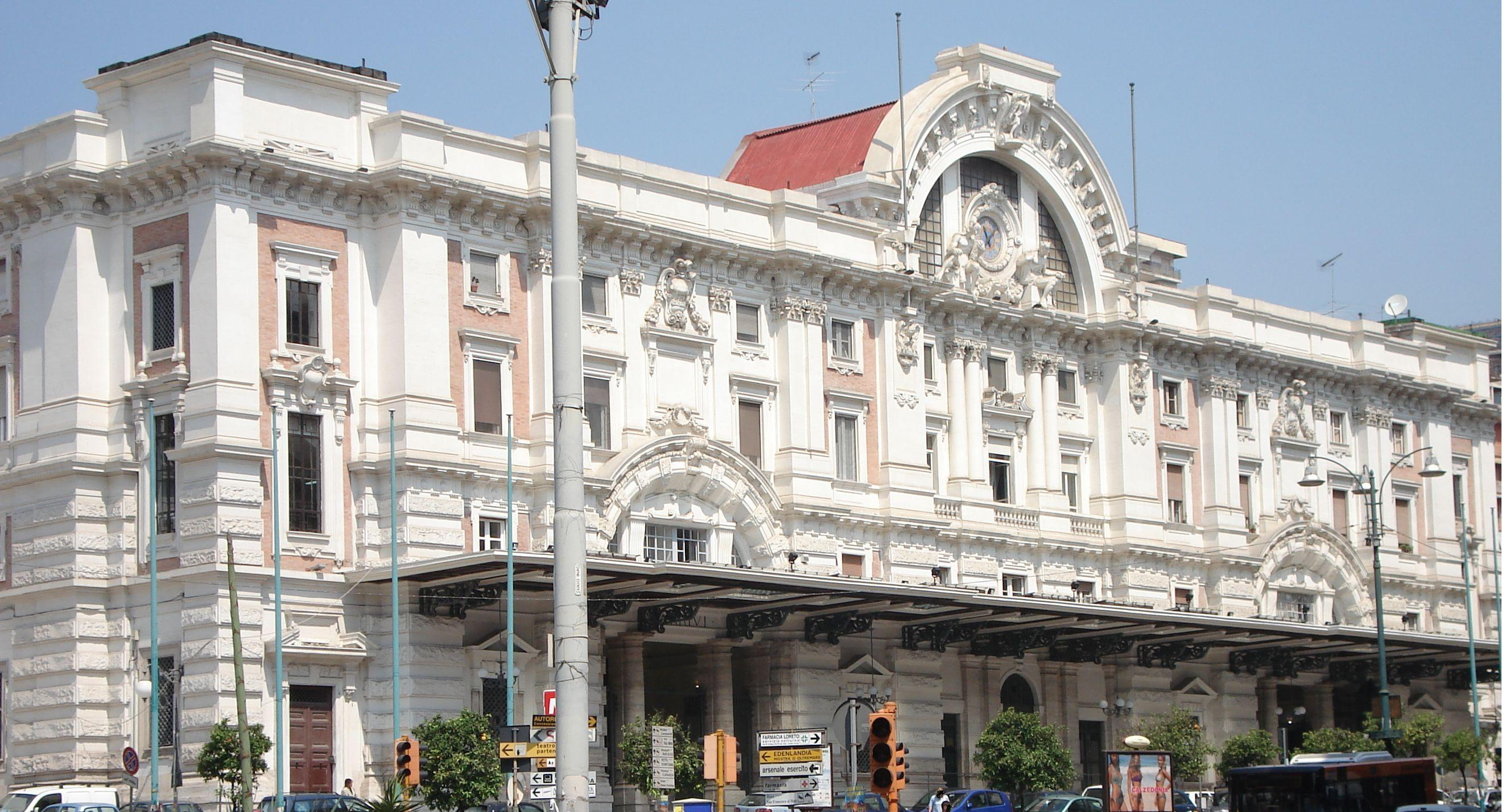
Fabbricato viaggiatori della Stazione di Napoli Mergellina (2011).

La Stazione di Napoli Mergellina è servita principalmente da treni metropolitani e regionali. Non vi sono servizi ad alta velocità o di lunga percorrenza che arrivano o partono, come avveniva un tempo.

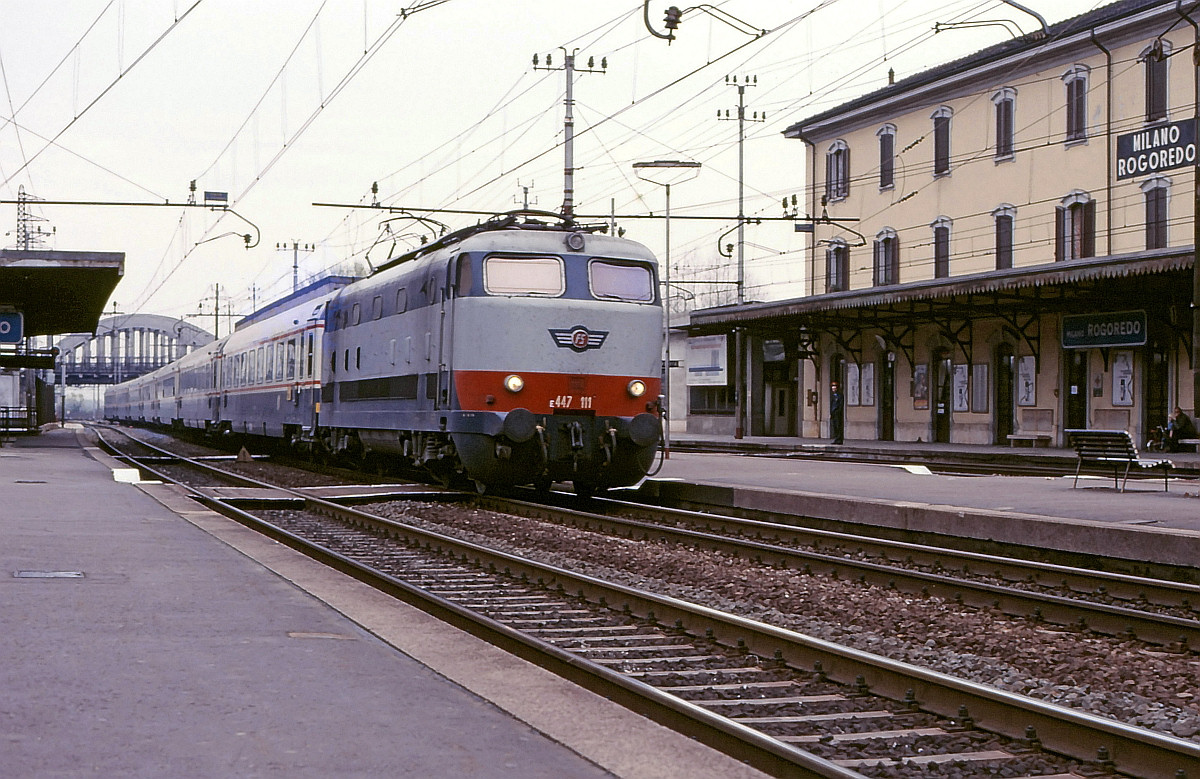
Convoglio "Vesuvio" in transito a Milano Rogoredo (1988).

Il Vesuvio fu un prestigioso Treno Espresso italiano classificato come Trans Europ Express (TEE), attivo dal 1973 al 1987 tra Napoli Mergellina e Milano Centrale. Era riservato esclusivamente alla prima classe e offriva un servizio di alto livello, grazie a carrozze Gran Confort, una carrozza ristorante WR e locomotive di tipo E.444. Il servizio prevedeva un collegamento rapido con fermate limitate, toccando città come Firenze e Roma. Con l'introduzione della linea direttissima tra Firenze e Roma, il treno raggiunse velocità fino a 200 km/h. Il Vesuvio rappresentava uno dei simboli del trasporto ferroviario di lusso in Italia, noto per puntualità, comfort e qualità del servizio. Il servizio fu soppresso con l'orario estivo del 1987, quando cessarono tutti i TEE italiani. Il nome "Vesuvio" fu successivamente mantenuto per un treno InterCity, attivo fino all’11 dicembre 2005.

### Funicolare
La Funicolare di Mergellina è una delle quattro funicolari storiche di Napoli, inaugurata il 24 maggio 1931. Realizzata per agevolare l'accessibilità ai quartieri che andavano sorgendo sulla collina di Posillipo, è l'ultimo impianto funicolare realizzato nella città. L'impianto collega la zona di Mergellina, situata sul lungomare, alla collina di Posillipo, facilitando l'accesso ai residenti e ai visitatori delle aree collinari. È gestita dall'ANM, che gestisce anche gli altri impianti funicolari della città.

## Altre immagini

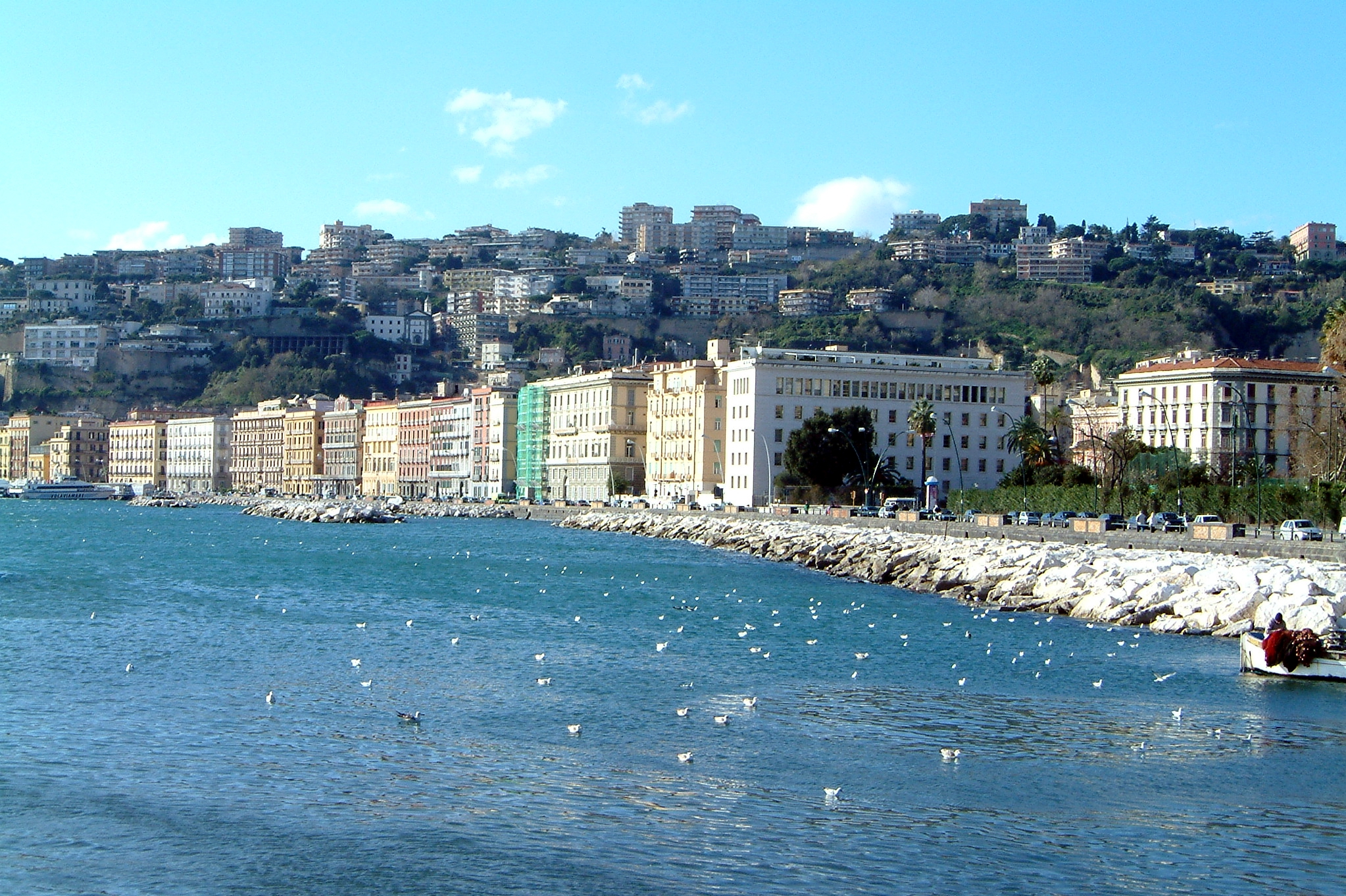
Panoramica di Mergellina; sullo sfondo la collina di Posillipo.
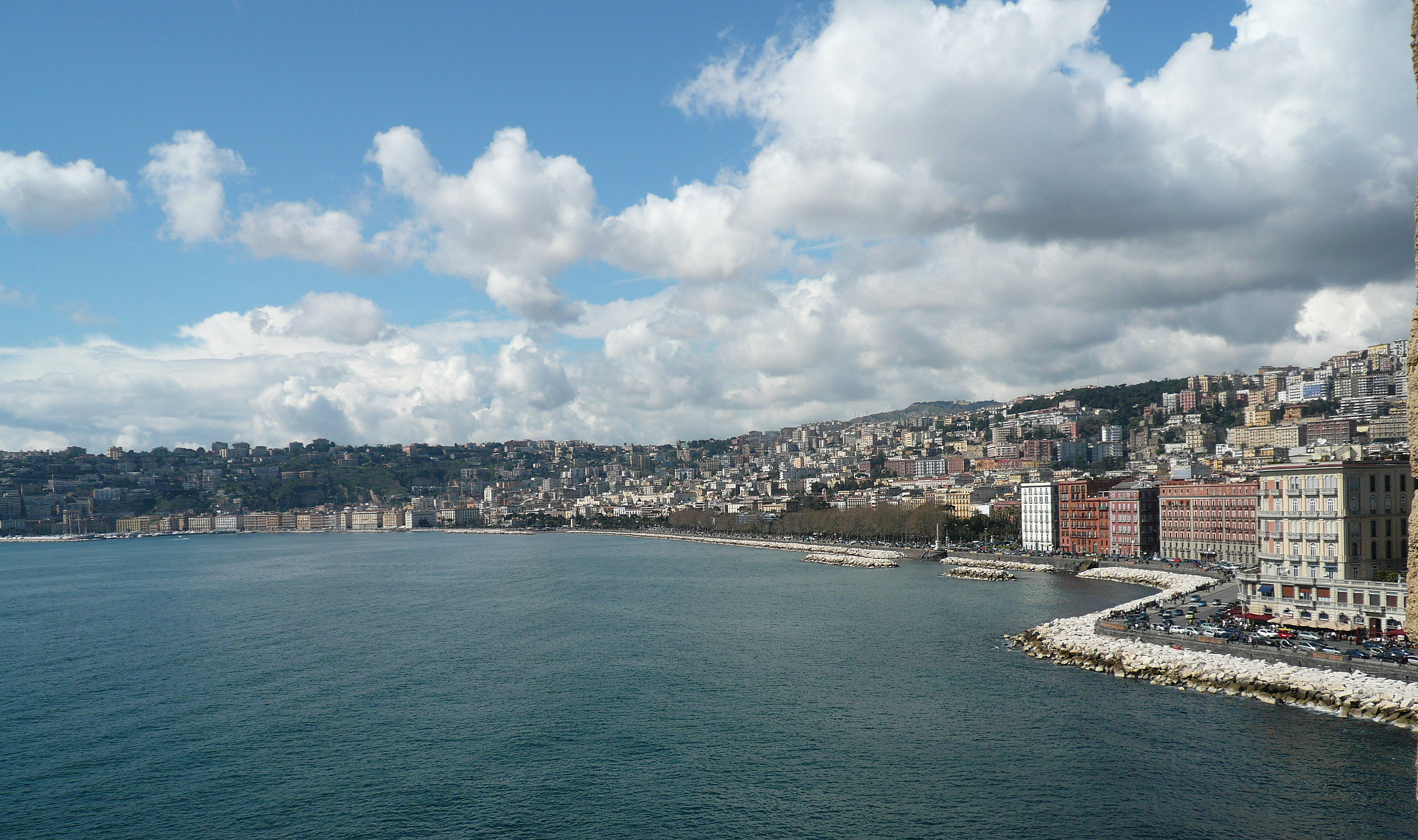
Via Caracciolo vista dal Castel dell'Ovo.
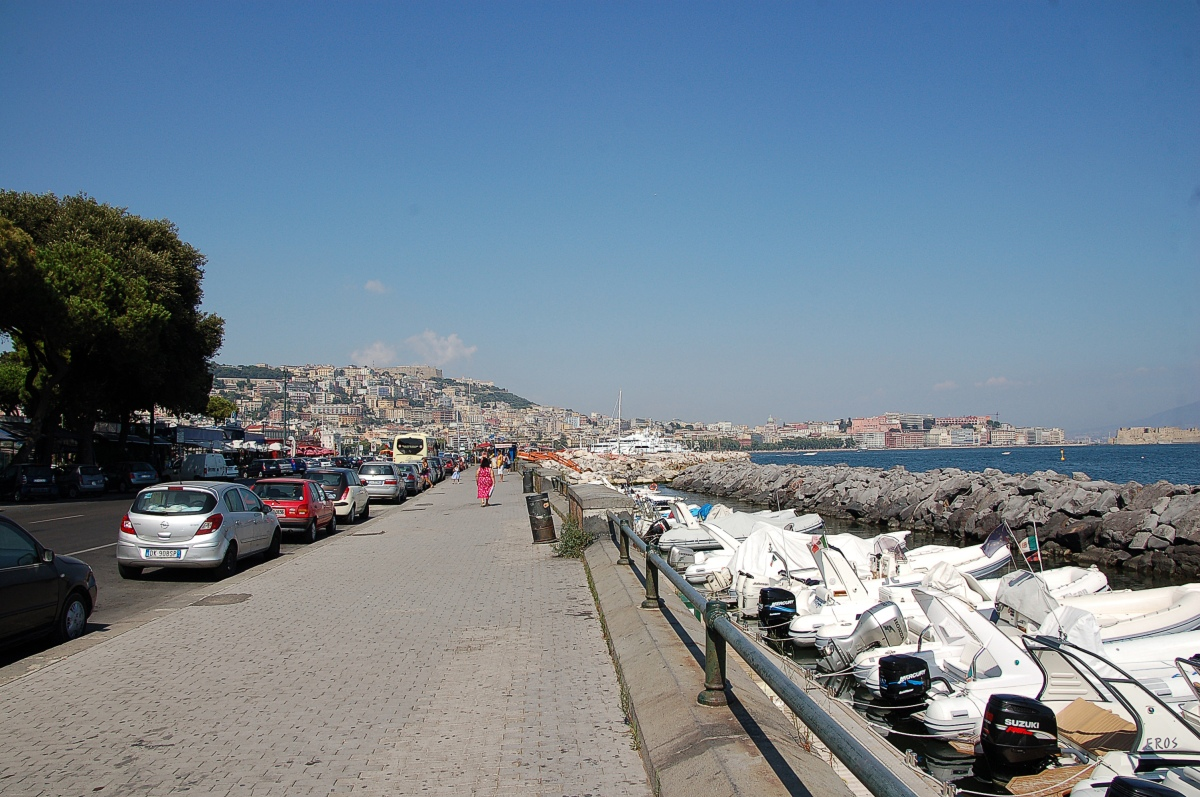
Panoramica di Mergellina da via Caracciolo.
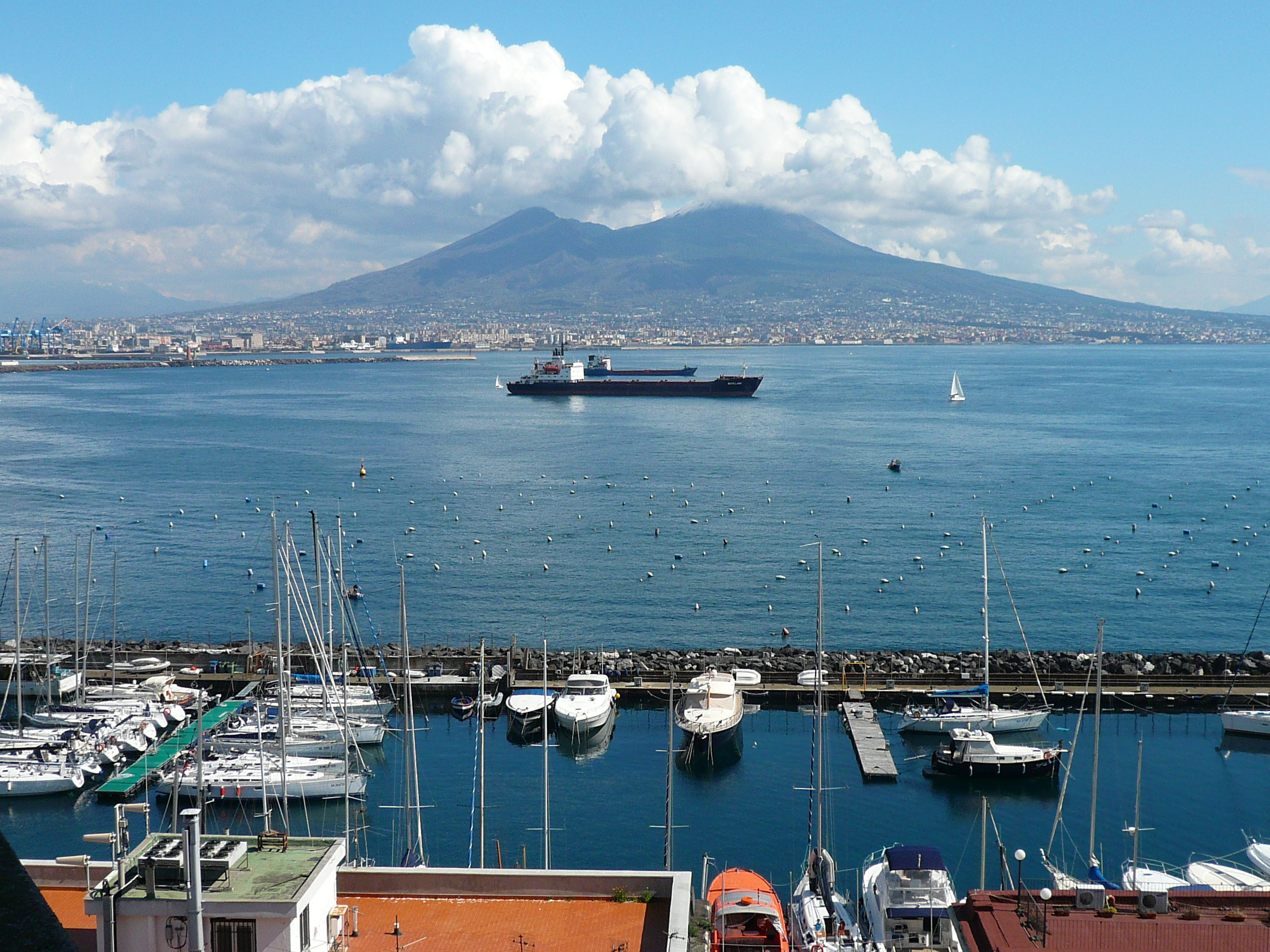
Panorama del golfo di Napoli.
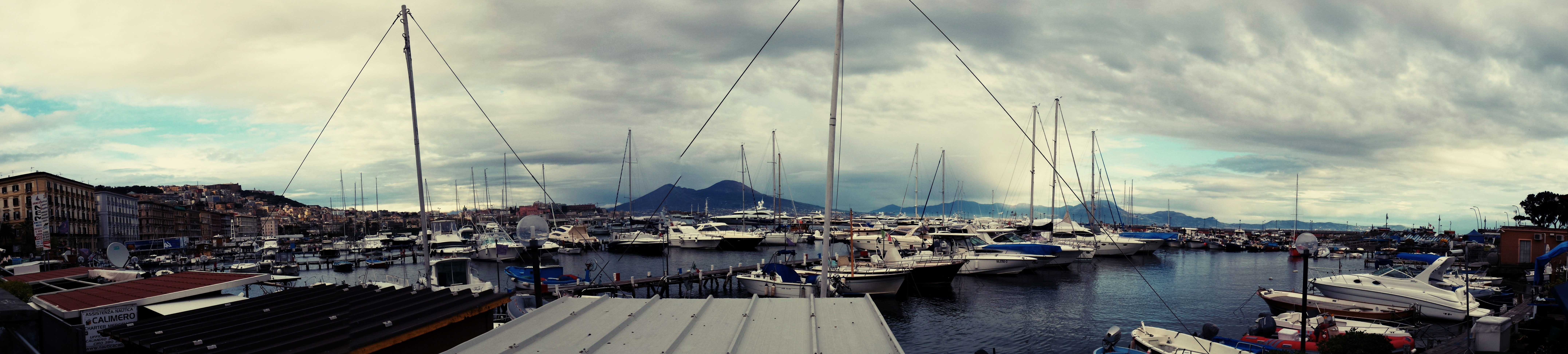
Vista del golfo di Napoli dal porto di Mergellina.

### Stazioni
- Mergellina (linea metropolitana 2)
- Mergellina (linea metropolitana 6)